# Linear A
Linear A je, zajedno s kretskim hijeroglifima jedno od trenutačno dva nedešifrirana pisma sa stare Krete.  Korišteno je prije lineara B, koji ga je naslijedilo, te kojime se zapisivao mikenski grčki jezik.  Otkrio ga je britanski arheolog Arthur Evans.
Linear B dešifriran je 1950-ih godina.  Iako ta dva pisma dijele veliki broj znakova, ovo nije dovelo do dešifriranja lineara A.  Korištenje slogovnih vrijednosti iz lineara B u linearu A proizvodi nerazumljive riječi.  Ako su slogovne vrijednosti u ova dva pisma doista slične, onda zapisi u linearu A ne odgovaraju ni jednome poznatome jeziku, te je stoga pretpostavljen minojski jezik.
Linear A ima stotine znakova.  Vjeruje se da oni predstavljaju slogovne, ideografske, te semantičke vrijednosti na način sličan linearu B. Iako je najveći dio slogovnih znakova sličan u ova dva pisma, 80 % logograma u linearu A jest jedinstveno.

### Popis znakova
| Linearni A: popis znakova i numeriranje prema E. Bennett. Čitanje znakova temelji se na analogicima Linear B. | Linearni A: popis znakova i numeriranje prema E. Bennett. Čitanje znakova temelji se na analogicima Linear B. | Linearni A: popis znakova i numeriranje prema E. Bennett. Čitanje znakova temelji se na analogicima Linear B. | Linearni A: popis znakova i numeriranje prema E. Bennett. Čitanje znakova temelji se na analogicima Linear B. | Linearni A: popis znakova i numeriranje prema E. Bennett. Čitanje znakova temelji se na analogicima Linear B. | Linearni A: popis znakova i numeriranje prema E. Bennett. Čitanje znakova temelji se na analogicima Linear B. | Linearni A: popis znakova i numeriranje prema E. Bennett. Čitanje znakova temelji se na analogicima Linear B. | Linearni A: popis znakova i numeriranje prema E. Bennett. Čitanje znakova temelji se na analogicima Linear B. | Linearni A: popis znakova i numeriranje prema E. Bennett. Čitanje znakova temelji se na analogicima Linear B. | Linearni A: popis znakova i numeriranje prema E. Bennett. Čitanje znakova temelji se na analogicima Linear B. | Linearni A: popis znakova i numeriranje prema E. Bennett. Čitanje znakova temelji se na analogicima Linear B. | Linearni A: popis znakova i numeriranje prema E. Bennett. Čitanje znakova temelji se na analogicima Linear B. |
| *01-*20 | *01-*20 | *21-*30 | *21-*30 | *31-*53 | *31-*53 | *54-*74 | *54-*74 | *76-*122 | *76-*122 | *123-*306 | *123-*306 |
| --- | --- | --- | --- | --- | --- | --- | --- | --- | --- | --- | --- |
| | DA *01 | | QI *21 | | SA *31 | | WA *54 | | *76 | | *123 |
| | RO *02 | | *21f | | *34 | | *55 | | KA *77 | | *131a |
| | PA *03 | | *21m | | TI *37 | | PA3 *56 | | QE *78 | | *131b |
| | TE *04 | | MI? *22 | | E *38 | | JA *57 | | WO2? *79 | | *131c |
| | *05 | | *22f | | PI *39 | | SU *58 | | MA *80 | | *164 |
| | NA *06 | | *22m | | WI *40 | | TA *59 | | KU *81 | | *171 |
| | DI *07 | | MU *23 | | SI *41 | | RA *60 | | *82 | | *180 |
| | A *08 | | *23m | | KE *44 | | O *61 | | *85 | | *188 |
| | S *09 | | NE *24 | | *45 | | JU *65 | | *86 | | *191 |
| | *10 | | RU *26 | | *46 | | TA2 *66 | | TWE *87 | | *301 |
| | *11 | | RE *27 | | *47 | | KI *67 | | *100/ *102 | | *302 |
| | ME *13 | | I *28 | | *49 | | TU *69 | | *118 | | *303 |
| | QA2 *16 | | *28b | | PU *50 | | *70 | | *120 | | *304 |
| | ZA *17 | | *29 | | DU *51 | | MI *73 | | *120b | | *305 |
| | ZO *20 | | NI *30 | | *53 | | ZE *74 | | *122 | | *306 |